# Ablehnungsgesuch
Ein Ablehnungsgesuch, auch Befangenheitsantrag genannt, ist ein Antrag, durch welchen ein an einem (Gerichts-)Verfahren Beteiligter die Besorgnis geltend machen kann, ein anderer Prozessbeteiligter (Richter, Sachverständiger) sei befangen. Wird das Ablehnungsgesuch für zulässig und begründet erklärt, scheidet der abgelehnte Prozessbeteiligte aus dem Verfahren aus. Stellt sich die Zurückweisung des Ablehnungsgesuchs als willkürlich dar, verletzt dies das Justizgrundrecht des Antragstellers auf den gesetzlichen Richter (Art. 101 Abs. 1 Satz 2 GG). Die Rechtslage in den vier deutschsprachigen Ländern ist im Wesentlichen die gleiche.

## Rechtslage in Deutschland
Abgelehnt werden können sowohl einzelne oder mehrere bestimmte Berufs- als auch ehrenamtliche Richter, außerdem Patentprüfer (§ 27 Abs. 6 PatG) und Sachverständige (§ 406 ZPO, § 74 StPO) sowie Urkundsbeamte der Geschäftsstelle und Rechtspfleger. Nicht abgelehnt werden kann das Gericht als Ganzes, das Ablehnungsgesuch muss sich immer gegen einzelne konkrete Personen richten.

### Gesetzliche Grundlagen
Ablehnungsgesuche gegen Zivilrichter sind geregelt in § 42 ZPO. Darauf verweisen § 6 FamFG, § 54 VwGO, § 60 SGG, § 51 Abs. 1 Satz 1 FGO und § 86 Abs. 1 PatG. § 42 ZPO ist auf Urkundsbeamte der Geschäftsstelle entsprechend anzuwenden (§ 49 ZPO). Für Rechtspfleger verweist § 10 RPflG auf die für Richter geltenden Vorschriften. § 24 StPO regelt das Ablehnungsgesuch gegen einen Richter im Strafverfahren, § 31 StPO gilt für Schöffen sowie für Urkundsbeamte der Geschäftsstelle und andere als Protokollführer zugezogene Personen.
Grund für die Möglichkeit, eine Gerichtsperson wegen Besorgnis der Befangenheit abzulehnen, ist der aus dem Rechtsstaatsprinzip des Grundgesetzes abzuleitende Grundsatz des fairen Verfahrens (englisch fair trial) sowie das Recht auf den gesetzlichen Richter aus Art. 101 Abs. 1 Satz 2 Grundgesetz. Die Verfassungsnorm garantiert nach ständiger Rechtsprechung des Bundesverfassungsgerichts, dass der Rechtsuchende im Einzelfall vor einem Richter steht, der unabhängig und unparteilich ist und die Gewähr für Neutralität und Distanz gegenüber den Verfahrensbeteiligten bietet. Daher muss ein an einem Verfahren Beteiligter die Möglichkeit haben, darauf hinzuwirken, dass nur Richter, die ihm unvoreingenommen gegenübertreten, mit der Sache befasst werden.

### Besorgnis der Befangenheit
Besorgnis der Befangenheit ist anzunehmen, wenn ein Grund vorliegt, der geeignet ist, Misstrauen gegen die Unparteilichkeit eines Richters zu rechtfertigen (§ 42 Abs. 2 ZPO, § 24 Abs. 2 StPO).
Ein solcher Grund ist dann gegeben, wenn ein am Verfahren Beteiligter bei vernünftiger Würdigung aller Umstände Anlass hat, an der Unvoreingenommenheit des Richters zu zweifeln. Tatsächliche Befangenheit oder Voreingenommenheit ist nicht erforderlich; es genügt schon der „böse Schein“, d. h. der mögliche Eindruck mangelnder Objektivität. Entscheidend ist demnach, ob das beanstandete Verhalten für einen verständigen Verfahrensbeteiligten Anlass sein kann, an der persönlichen Unvoreingenommenheit des Richters zu zweifeln.
Darauf, ob der Ablehnende aus seiner Sicht den Richter für befangen hält, kommt es ebenso wenig an wie darauf, ob sich der Richter selbst für befangen hält oder ob er objektiv befangen ist. Denn Ablehnungsgrund ist entgegen der ungenauen Alltagssprache nicht die Befangenheit, sondern die Besorgnis der Befangenheit. Daher enthält weder ein Ablehnungsgesuch gegen einen Richter noch ein Beschluss, mit dem das Ablehnungsgesuch für begründet erklärt wurde, notwendigerweise einen Vorwurf gegen den abgelehnten Richter (etwa des Inhalts, er habe einen Fehler gemacht oder sich nicht neutral und unparteiisch verhalten).
Sind im Verfahren über die Ablehnung eines Richters wegen Befangenheit die tatsächlichen Grundlagen schlüssig dargelegt, aber unaufklärbar, spricht der Anschein für die Besorgnis der Befangenheit. Hingegen ist für eine Entscheidung „im Zweifel zugunsten des Ablehnenden“ kein Raum, wenn es nur um dessen subjektive Bewertung objektiv feststehender Tatsachen geht.

### Fallgruppen
Es lassen sich gewisse Fallgruppen unterscheiden, bei denen die Unvoreingenommenheit typischerweise in Frage gestellt wird:
- besondere Näheverhältnisse des Richters zu Verfahrensbeteiligten
- Mitwirkungen an Vorentscheidungen oder sonstige Vorbefassungen mit der zu entscheidenden Sache
- Verfahrensfehler
- Äußerungen über das Prozessverhalten von Verfahrensbeteiligten
- Weltanschauliche Einstellungen
- Interessen am Prozessausgang

Die Begründetheit eines Befangenheitsantrags ist aber immer eine Einzelfallentscheidung. Dabei sind als allgemeine rechtliche Gesichtspunkte insbesondere der Anspruch auf rechtliches Gehör, das Fairnessgebot und das Willkürverbot erkennbar. Die Handhabung durch die Rechtsprechung ist tendenziell restriktiv, da sich die Entscheidung unmittelbar auf den gesetzlichen Richter gem. Art. 101 Abs. 1 Satz 2 GG auswirkt und ein Missbrauch des Ablehnungsrechts insbesondere im Strafverfahren verhindert werden soll (§ 26a Abs. 1 Nr. 3 StPO).

#### Einzelfälle unbegründeter Ablehnung
Persönliche Näheverhältnisse des Richters zu einer Partei bzw. einem Verfahrensbeteiligten außerhalb der gesetzlich vorgesehenen persönlichen Ausschließungsgründe anerkennt die Rechtsprechung nur in seltenen Ausnahmefällen als Ablehnungsgrund, um die Gründe für den Ausschluss vom Richteramt gem. § 41 Nr. 2 bis 4 ZPO nicht unzulässig zu erweitern. Aus demselben Grund ist die Rechtsprechung sehr zurückhaltend, wenn ein Richter mit der von ihm (mit) zu entscheidenden Sache in einer Weise vorbefasst war, die nicht bereits einen gesetzlichen Ausschließungsgrund nach § 41 Nr. 6 ZPO darstellt. Ein Richter, der kraft Gesetzes von der Ausübung des Richteramtes ausgeschlossen ist, darf an dem Verfahren auch dann nicht mitwirken, wenn kein Ablehnungsgesuch gegen ihn gestellt wird.
Auch Verfahrensfehler von Richtern, die in der Praxis häufiger zum Anlass von Ablehnungsgesuchen genommen werden, werden von der Rechtsprechung nur selten als Ablehnungsgründe anerkannt. Denn im Ablehnungsverfahren geht es nicht um die Richtigkeit einer Entscheidung, sondern um die Parteilichkeit des Richters. Das Ablehnungsrecht soll kein Instrument der Verfahrens- oder Fehlerkontrolle sein, da hierfür die Rechtsmittel zur Verfügung stehen. Kritikern zufolge wird richterliches Fehlverhalten in der Rechtsprechung zum Befangenheitsrecht fast uferlos toleriert.
Gründe wie die Staatsangehörigkeit, das Geschlecht oder die Zugehörigkeit zu einer bestimmten Konfession reichen für die Besorgnis der Befangenheit grundsätzlich nicht aus und dementsprechend – grundsätzlich – auch nicht politische und religiöse Auffassungen. Anders hat das LG Berlin allerdings in einem Fall entschieden, in dem in einer Hauptverhandlung gegen arabische und türkische Angeklagte ein Schöffe ein schwarzes Sweatshirt trug, auf dem im Brustbereich in weißen Buchstaben „Pit Bull Germany“ aufgedruckt war. Das LG Dortmund gab einem Befangenheitsgesuch gegen eine Schöffin statt, die sich aus weltanschaulichen Gründen weigerte, in der Hauptverhandlung ihr Kopftuch abzunehmen. Besondere Regelungen enthält auch § 18 Abs. 2 BVerfGG.
Hat ein Richter möglicherweise ein persönliches Interesse am Ausgang des Verfahrens, ist für die berechtigte Besorgnis der Befangenheit „eine über den Bereich gleicher oder ähnlicher Erfahrungen hinausgehende eindeutige Verbundenheit mit oder Parallelität zu der streitbefangenen Situation und in Rede stehenden Interessenlage erforderlich.“
Keine Besorgnis der Befangenheit begründet in der Regel, wenn der Richter in einer von der jeweiligen Verfahrensordnung vorgesehenen Weise schon mit der Sache befasst war und Entscheidungen erlassen hat, etwa im Zivilprozess einen Hinweis nach § 139 ZPO erteilt oder ein Teil- oder Zwischenurteil erlassen hat.
Kontrovers diskutiert wird die Frage, unter welchen Voraussetzungen die Mitwirkung eines Richters im Strafprozess die Besorgnis der Befangenheit begründet, der etwa an der Entscheidung über die Eröffnung des Hauptverfahrens, die Fortdauer der Untersuchungshaft oder die vorläufige Entziehung der Fahrerlaubnis beteiligt war. Die Besorgnis der Befangenheit ist nach der Rechtsprechung selbst dann unbegründet, wenn ein Richter über einen Angeklagten zu Gericht sitzt, über dessen Schuld er sich bereits im Rahmen einer Hauptverhandlung gegen einen Mitangeklagten eine Überzeugung gebildet hat.

#### Einzelfälle begründeter Ablehnung
Der Richter müsste nach der Mitwirkung an einer Vorentscheidung gegebenenfalls die eigene Entscheidung nachträglich nicht nur als unrichtig, sondern als „handgreiflich falsch“ erachten. Dies, so das OVG Schleswig, erfordere ein besonders ausgeprägtes, weit überdurchschnittliches Maß an Fähigkeit und Bereitschaft zur Selbstkritik, an deren Vorhandensein ein Verfahrensbeteiligter bei vernünftiger Würdigung und lebensnaher Betrachtung Zweifel haben könne. Nach Ansicht des Bundesgerichtshofs kann jedoch auch eine vermeintlich oder tatsächlich rechtsfehlerhafte Vorentscheidung für sich genommen die Besorgnis der Befangenheit nicht rechtfertigen. „Es müssen vielmehr konkrete Umstände des Einzelfalls hinzutreten, welche die Besorgnis der Befangenheit zu begründen vermögen; diese über die Vorentscheidung hinausreichenden Umstände muss der Antragsteller in seinem Gesuch vortragen und glaubhaft machen. Anhaltspunkte für die Besorgnis der Befangenheit können in dem Verhalten des Richters oder in den Gründen der vorangegangenen Entscheidung gefunden werden.“
Als Fälle Besorgnis begründender Verfahrensverstöße lassen sich richterliche Entscheidungen ansehen, bei denen ein Richter sich ausschließlich die Argumente einer Partei zu eigen macht, während er die der anderen erkennbar nicht behandelt oder einer Partei verweigert, was er der anderen gewährt (zum Beispiel: einer Partei verweigert, ihren Antrag ins Protokoll aufzunehmen, während er umgekehrt Anträge der Gegenseite im Protokoll festhält), außerdem die Weigerung, in der Sache zu entscheiden, die Versagung des rechtlichen Gehörs oder die unberechtigte Einschränkung des Fragerechts.
Äußert sich ein Richter in einer Weise über das prozessuale Verhalten von Verfahrensbeteiligten, die bei diesen den Eindruck erweckt, er sei ihnen gegenüber voreingenommen, in der Sache längst festgelegt oder nehme sie nicht ernst und lässt die betreffende Äußerung praktisch keine andere Auslegung zu, ist ein Befangenheitsantrag begründet, beispielsweise wenn ein Richter die Beanstandung seiner Verhandlungsführung mit dem Wort „Kinkerlitzchen“ kommentiert oder Bemerkungen wie „Nach Aktenlage lügen Sie unverschämt“.
Die Besorgnis der Befangenheit im Sinn von § 42 Abs. 2 ZPO ist auch dann begründet, wenn der abgelehnte Richter als Mitglied des Berufungsgerichts über die Berufung der ihn ablehnenden Partei gegen ein durch seine Ehefrau als Einzelrichterin ergangenes Urteil zu entscheiden hat.
Hat ein Richter eines Landesverfassungsgerichts, der nach der Geschäftsverteilung zur Teilnahme an der Beratung und Entscheidung über eine Verfassungsbeschwerde vorgesehen ist, eine Selbstablehnung (§ 48 ZPO, § 30 StPO) mit der Begründung vorgenommen, er habe den Beschwerdeführer in einem früheren Verfahren anwaltlich vertreten, ist der Selbstablehnung unter diesem Gesichtspunkt stattzugeben.

#### Rechtsmissbrauch
Ein Ablehnungsgesuch stellt sich als rechtsmissbräuchlich und damit als unzulässig dar, wenn es sich unterschiedslos gegen alle an der Entscheidung beteiligten Richter richtet, ohne dass die Besorgnis der Befangenheit aus konkreten Anhaltspunkten, aus persönlichen Beziehungen der Richter zu den Beteiligten oder zur Streitsache oder sonstigen ernsthaften Umständen hergeleitet wird oder sonst erkennbar ist. Bei der Ablehnung eines Richters müssen ernsthafte Umstände angeführt werden, die die Befangenheit des einzelnen Richters rechtfertigen.

### Verfahren
Der Ablehnungsgrund ist glaubhaft zu machen. Geschieht dies nicht oder ist der vorgetragene Grund nicht geeignet, ein erfolgreiches Ablehnungsgesuch zu begründen, wird das Ablehnungsgesuch von dem Gericht unter Mitwirkung des abgelehnten Richters als unzulässig zurückgewiesen. Ein Befangenheitsantrag ist daher ohne weitere inhaltliche Prüfung bereits unzulässig, wenn er offensichtlich rechtsmissbräuchlich gestellt wird. Dies ist insbesondere dann der Fall, wenn mit dem Ablehnungsgesuch verfahrensfremde Zwecke verfolgt werden oder wenn das Gesuch grob unsachliche und beleidigende Inhalte ohne näheren Sachbezug aufweist. Andernfalls hat sich der abgelehnte Richter über den Ablehnungsgrund dienstlich zu äußern, zu der Äußerung ist den Verfahrensbeteiligten rechtliches Gehör zu gewähren. 
Zuständig für die Entscheidung über das Ablehnungsgesuch ist der Spruchkörper, dem der abgelehnte Richter angehört, in der vollen Besetzung ohne den abgelehnten Richter und zwar auch dann, wenn in der Hauptsache der abgelehnte Richter als Einzelrichter zuständig ist. Das Gericht entscheidet durch Beschluss. Der Beschluss, mit dem das Ablehnungsgesuch für begründet erklärt wird, ist nicht anfechtbar. Wird es für unbegründet erklärt, kann der Beschluss im Zivilprozess gemäß § 46 Abs. 2 ZPO durch sofortige Beschwerde angefochten werden. Im Strafprozess kann ein Beschluss, in dem das Ablehnungsgesuch gegen einen erkennenden Richter (also ein Ablehnungsgesuch gegen einen an der Hauptverhandlung beteiligten Richter) zurückgewiesen wird, nur zusammen mit dem Urteil angefochten werden (§ 28 StPO). Vor den Verwaltungs-, Sozial-, Finanz- und Arbeitsgerichten können über Beschlüsse über die Ablehnung von Gerichtspersonen nicht mit der Beschwerde angefochten werden (§ 146 Abs. 2 VwGO, § 172 Abs. 2 SGG, § 128 Abs. 2 FGO, § 49 Abs. 3 ArbGG).
Zwischen Ablehnungsgesuch und Entscheidung darf der abgelehnte Richter nur unaufschiebbare Handlungen vornehmen (§ 47 Abs. 1 ZPO, § 29 Abs. 1 StPO). Im Zivilprozess darf der Richter, der während der Verhandlung abgelehnt wird, den Termin fortsetzen, wenn andernfalls eine Vertagung erforderlich wäre; wird die Ablehnung für begründet erklärt, ist der nach dem Ablehnungsgesuch liegende Teil der Verhandlung zu wiederholen (§ 47 Abs. 2 ZPO). Im Strafprozess kann eine Hauptverhandlung so lange fortgesetzt werden, bis eine Entscheidung über die Ablehnung ohne Verzögerung der Hauptverhandlung möglich ist, jedoch längstens bis zum Beginn des übernächsten Sitzungstages oder bis zum Beginn der Schlussvorträge (§ 29 Abs. 2 Satz 1 StPO). Im Strafprozess ist, wenn die Ablehnung für begründet erklärt wird, der Teil der Hauptverhandlung, der nach dem Ablehnungsgesuch liegt, zu wiederholen, falls die Hauptverhandlung nicht ohnehin ausgesetzt werden muss (§ 29 Abs. 2 Satz 2 StPO).
Liegt ein Verhältnis vor, das eine Ablehnung rechtfertigen könnte, oder wenn aus anderer Veranlassung Zweifel darüber bestehen, ob ein Richter kraft Gesetzes ausgeschlossen sei, muss der betroffene Richter gemäß § 48 ZPO, § 30 StPO dies anzeigen, worauf ebenfalls eine Entscheidung des Gerichts zu ergehen hat, so genannte Selbstablehnung, wobei die Bezeichnung missverständlich ist: Weder hat der Richter ein eigenes Ablehnungsrecht noch kommt es auf seine Sicht an.
Im Zivilprozess wird ein Ablehnungsgesuch nicht dadurch unzulässig, dass eine Partei nach Anbringen des Ablehnungsgesuchs zur Sache weiterverhandelt. Auch kann ein erneutes Ablehnungsgesuch angebracht werden, sofern dieses auf neue Tatsachen gestützt werden kann.
Durch das Gesetz zur Modernisierung des Strafverfahrens vom 10. Dezember 2019, BGBl. I 2121, erfolgte eine Änderung des § 29 StPO. Hierdurch wurde im Bereich des Strafprozesses das Ablehnungsrecht zugunsten eines zügigeren Verfahrens beschnitten.

### Rechtsfolgen erfolgreicher Ablehnung
Die erfolgreiche Ablehnung hat zur Folge, dass der abgelehnte Richter an dem Verfahren nicht mehr mitwirken darf. Im Strafprozess führt eine erfolgreiche Ablehnung regelmäßig dazu, dass eine Hauptverhandlung ausgesetzt, das heißt abgebrochen und neu begonnen werden muss. Dies gilt nur dann nicht, wenn Ergänzungsrichter hinzugezogen waren und ein Ergänzungsrichter an die Stelle des erfolgreich abgelehnten Richters treten kann.

### Befangenheit von Behördenmitarbeitern
Befangenheitsanträge können auch gegenüber Mitarbeitern von Behörden geltend gemacht werden. So dürfen sie nicht in irgendeiner Form beteiligt sein (selbst betroffen, verwandt oder bei Betroffenem angestellt), § 20 VwVfG. Auch wenn ein Beteiligter behauptet, es gäbe einen Grund für Misstrauen gegenüber einer Behörde, so soll er dies entsprechend melden, § 21 VwVfG.

### Sonstige Fallgruppen
In vielen Gremien, die sich aus gewählten Personen zusammensetzen, darf ein Mitglied an Beratungen und Abstimmungen zu einem Thema nicht teilnehmen, wenn es dabei als „befangen“ beurteilt worden ist, das heißt, die persönlichen Interessen des Mitglieds mit den Interessen der von ihm im Gremium zu vertretenden Allgemeinheit, also der Wählerschaft bzw. dem Gemeinwohl kollidieren könnten. Nimmt ein befangenes Mitglied dennoch an einer entsprechenden Abstimmung teil, kann das zu ihrer Ungültigkeit und der Notwendigkeit einer erneuten Beschlussfassung führen. Ein Beispiel sind Befangenheitsregeln für Gemeinde- bzw. Ortschaftsräte in Gemeindeordnungen, z. B. § 18 GemO für Baden-Württemberg. Weitere Beispiele einer Befangenheit sind etwa
- Rechtsanwälte beim Verbot der Vertretung widerstreitender Interessen nach § 43a Abs. 4 BRAO
- im Aufsichtswesen der Rechnungshöfe gemäß § 17 BRHG
- im Steuerverfahren gemäß § 83 AO
- im Handels- und Gesellschaftsrecht, z. B. § 319 HGB, § 171 AktG
- bei Politikern[52] sowie ehrenamtlich z. B. kommunalpolitisch Tätigen bei einem Interessenkonflikt.

## Rechtslage in der Schweiz
Die Rechtslage in der Schweiz ist im Wesentlichen die gleiche wie in Deutschland und Österreich, nur die Begrifflichkeiten sind andere. So nennt sich das Ablehnungsgesuch in der Schweiz Ausstandsgesuch, die Stattgabe nennt sich Gutheissung. Für den Bereich der Prozesse vor dem Bundesgericht ist das Ausstandsgesuch geregelt in den Art. 34 ff BGG, für den Zivilprozess in den Art. 47 ff der Schweizerischen Zivilprozessordnung und für den Strafprozess in den Art. 56 ff der Schweizerischen Strafprozessordnung. Auch der Verwaltungsprozess in der Schweiz kennt das Ausstandsgesuch.

### Prozesse vor dem Bundesgericht
Die maßgeblichen Vorschriften für Prozesse vor dem Bundesgericht lauten:
3. Abschnitt: Ausstand von Gerichtspersonen
Art. 34 Ausstandsgründe
1 Richter, Richterinnen, Gerichtsschreiber und Gerichtsschreiberinnen (Gerichtspersonen) treten in Ausstand, wenn sie:
a.
in der Sache ein persönliches Interesse haben;
b.
in einer anderen Stellung, insbesondere als Mitglied einer Behörde, als Rechtsberater oder Rechtsberaterin einer Partei, als sachverständige Person oder als Zeuge beziehungsweise Zeugin, in der gleichen Sache tätig waren;
c.
mit einer Partei, ihrem Vertreter beziehungsweise ihrer Vertreterin oder einer Person, die in der gleichen Sache als Mitglied der Vorinstanz tätig war, verheiratet sind oder in eingetragener Partnerschaft oder dauernder Lebensgemeinschaft leben;
d.
mit einer Partei, ihrem Vertreter beziehungsweise ihrer Vertreterin oder einer Person, die in der gleichen Sache als Mitglied der Vorinstanz tätig war, in gerader Linie oder in der Seitenlinie bis und mit dem dritten Grad verwandt oder verschwägert sind;
e.
aus anderen Gründen, insbesondere wegen besonderer Freundschaft oder persönlicher Feindschaft mit einer Partei oder ihrem Vertreter beziehungsweise ihrer Vertreterin, befangen sein könnten.
2 Die Mitwirkung in einem früheren Verfahren des Bundesgerichts bildet für sich allein keinen Ausstandsgrund.
Art. 35 Mitteilungspflicht
Trifft bei einer Gerichtsperson ein Ausstandsgrund zu, so hat sie dies rechtzeitig dem Abteilungspräsidenten oder der Abteilungspräsidentin mitzuteilen.
Art. 36 Ausstandsbegehren
1 Will eine Partei den Ausstand einer Gerichtsperson verlangen, so hat sie dem Gericht ein schriftliches Begehren einzureichen, sobald sie vom Ausstandsgrund Kenntnis erhalten hat. Die den Ausstand begründenden Tatsachen sind glaubhaft zu machen.
2 Die betroffene Gerichtsperson hat sich über die vorgebrachten Ausstandsgründe zu äussern.
Art. 37 Entscheid
1 Bestreitet die Gerichtsperson, deren Ausstand verlangt wird, oder ein Richter beziehungsweise eine Richterin der Abteilung den Ausstandsgrund, so entscheidet die Abteilung unter Ausschluss der betroffenen Gerichtsperson über den Ausstand.
2 Über die Ausstandsfrage kann ohne Anhörung der Gegenpartei entschieden werden.
3 Sollte der Ausstand von so vielen Richtern und Richterinnen verlangt werden, dass keine gültige Verhandlung stattfinden kann, so bezeichnet der Präsident beziehungsweise die Präsidentin des Bundesgerichts durch das Los aus der Zahl der Obergerichtspräsidenten und -präsidentinnen der in der Sache nicht beteiligten Kantone so viele ausserordentliche nebenamtliche Richter und Richterinnen, als erforderlich sind, um die Ausstandsfrage und nötigenfalls die Hauptsache selbst beurteilen zu können.
Art. 38 Verletzung der Ausstandsvorschriften
1 Amtshandlungen, an denen eine zum Ausstand verpflichtete Person mitgewirkt hat, sind aufzuheben, sofern dies eine Partei innert fünf Tagen verlangt, nachdem sie vom Ausstandsgrund Kenntnis erhalten hat.
2 Nicht wiederholbare Beweismassnahmen dürfen von der entscheidenden Instanz berücksichtigt werden.
3 Wird der Ausstandsgrund erst nach Abschluss des Verfahrens entdeckt, so gelten die Bestimmungen über die Revision.

### Zivilprozessrecht
Die maßgeblichen Vorschriften im Schweizer Zivilprozessrecht lauten:
3. Kapitel: Ausstand
Art. 47 Ausstandsgründe
1 Eine Gerichtsperson tritt in den Ausstand, wenn sie:
a.
in der Sache ein persönliches Interesse hat;
b.
in einer anderen Stellung, insbesondere als Mitglied einer Behörde, als Rechtsbeiständin oder Rechtsbeistand, als Sachverständige oder Sachverständiger, als Zeugin oder Zeuge, als Mediatorin oder Mediator in der gleichen Sache tätig war;
c.
mit einer Partei, ihrer Vertreterin oder ihrem Vertreter oder einer Person, die in der gleichen Sache als Mitglied der Vorinstanz tätig war, verheiratet ist oder war, in eingetragener Partnerschaft lebt oder lebte oder eine faktische Lebensgemeinschaft führt;
d.
mit einer Partei in gerader Linie oder in der Seitenlinie bis und mit dem dritten Grad verwandt oder verschwägert ist;
e.
mit der Vertreterin oder dem Vertreter einer Partei oder mit einer Person, die in der gleichen Sache als Mitglied der Vorinstanz tätig war, in gerader Linie oder im zweiten Grad der Seitenlinie verwandt oder verschwägert ist;
f.
aus anderen Gründen, insbesondere wegen Freundschaft oder Feindschaft mit einer Partei oder ihrer Vertretung, befangen sein könnte.
2 Kein Ausstandsgrund für sich allein ist insbesondere die Mitwirkung:
a.
beim Entscheid über die unentgeltliche Rechtspflege;
b.
beim Schlichtungsverfahren;
c.
bei der Rechtsöffnung nach den Artikeln 80–84 SchKG1;
d.
bei der Anordnung vorsorglicher Massnahmen;
e.
beim Eheschutzverfahren.
Art. 48 Mitteilungspflicht
Die betroffene Gerichtsperson legt einen möglichen Ausstandsgrund rechtzeitig offen und tritt von sich aus in den Ausstand, wenn sie den Grund als gegeben erachtet.
Art. 49 Ausstandsgesuch
1 Eine Partei, die eine Gerichtsperson ablehnen will, hat dem Gericht unverzüglich ein entsprechendes Gesuch zu stellen, sobald sie vom Ausstandsgrund Kenntnis erhalten hat. Die den Ausstand begründenden Tatsachen sind glaubhaft zu machen.
2 Die betroffene Gerichtsperson nimmt zum Gesuch Stellung.
Art. 50 Entscheid
1 Wird der geltend gemachte Ausstandsgrund bestritten, so entscheidet das Gericht.
2 Der Entscheid ist mit Beschwerde anfechtbar.
Art. 51 Folgen der Verletzung der Ausstandsvorschriften
1 Amtshandlungen, an denen eine zum Ausstand verpflichtete Gerichtsperson mitgewirkt hat, sind aufzuheben und zu wiederholen, sofern dies eine Partei innert zehn Tagen verlangt, nachdem sie vom Ausstandsgrund Kenntnis erhalten hat.
2 Nicht wiederholbare Beweismassnahmen darf das entscheidende Gericht berücksichtigen.
3 Wird der Ausstandsgrund erst nach Abschluss des Verfahrens entdeckt, so gelten die Bestimmungen über die Revision.

### Strafprozessrecht
Die maßgeblichen Vorschriften im Schweizer Strafprozessrecht lauten:
Art. 56 Ausstandsgründe
Eine in einer Strafbehörde tätige Person tritt in den Ausstand, wenn sie:
a. in der Sache ein persönliches Interesse hat;
b. in einer anderen Stellung, insbesondere als Mitglied einer Behörde, als Rechtsbeistand einer Partei, als Sachverständige oder Sachverständiger, als Zeugin oder Zeuge, in der gleichen Sache tätig war;
c. mit einer Partei, ihrem Rechtsbeistand oder einer Person, die in der gleichen Sache als Mitglied der Vorinstanz tätig war, verheiratet ist, in eingetragener Partnerschaft lebt oder eine faktische Lebensgemeinschaft führt;
d. mit einer Partei in gerader Linie oder in der Seitenlinie bis und mit dem dritten Grad verwandt oder verschwägert ist;
e. mit dem Rechtsbeistand einer Partei oder einer Person, die in der gleichen Sache als Mitglied der Vorinstanz tätig war, in gerader Linie oder in der Seitenlinie bis und mit dem zweiten Grad verwandt oder verschwägert ist;
f. aus anderen Gründen, insbesondere wegen Freundschaft oder Feindschaft mit einer Partei oder deren Rechtsbeistand, befangen sein könnte.
Art. 57 Mitteilungspflicht
Liegt bei einer in einer Strafbehörde tätigen Person ein Ausstandsgrund vor, so teilt die Person dies rechtzeitig der Verfahrensleitung mit.
Art. 58 Ausstandsgesuch einer Partei
1
Will eine Partei den Ausstand einer in einer Strafbehörde tätigen Person verlangen, so hat sie der Verfahrensleitung ohne Verzug ein entsprechendes Gesuch zu stellen, sobald sie vom Ausstandsgrund Kenntnis hat; die den Ausstand begründenden Tatsachen sind glaubhaft zu machen.
2
Die betroffene Person nimmt zum Gesuch Stellung.
Art. 59 Entscheid
1
Wird ein Ausstandsgrund nach Artikel 56 Buchstabe a oder f geltend gemacht oder widersetzt sich eine in einer Strafbehörde tätige Person einem Ausstandsgesuch einer Partei, das sich auf Artikel 56 Buchstaben b-e abstützt, so entscheidet ohne weiteres Beweisverfahren und endgültig:
a. die Staatsanwaltschaft, wenn die Polizei betroffen ist;
b. die Beschwerdeinstanz, wenn die Staatsanwaltschaft, die Übertretungsstrafbehörden oder die erstinstanzlichen Gerichte betroffen sind;
c. das Berufungsgericht, wenn die Beschwerdeinstanz oder einzelne Mitglieder des Berufungsgerichts betroffen sind;
d.1 das Bundesstrafgericht, wenn das gesamte Berufungsgericht eines Kantons betroffen ist.
2
Der Entscheid ergeht schriftlich und ist zu begründen.
3
Bis zum Entscheid übt die betroffene Person ihr Amt weiter aus.
4
Wird das Gesuch gutgeheissen, so gehen die Verfahrenskosten zu Lasten des Bundes beziehungsweise des Kantons. Wird es abgewiesen oder war es offensichtlich verspätet oder mutwillig, so gehen die Kosten zu Lasten der gesuchstellenden Person.
Art. 60 Folgen der Verletzung von Ausstandsvorschriften
1
Amtshandlungen, an denen eine zum Ausstand verpflichtete Person mitgewirkt hat, sind aufzuheben und zu wiederholen, sofern dies eine Partei innert 5 Tagen verlangt, nachdem sie vom Entscheid über den Ausstand Kenntnis erhalten hat.
2
Beweise, die nicht wieder erhoben werden können, darf die Strafbehörde berücksichtigen.
3
Wird der Ausstandsgrund erst nach Abschluss des Verfahrens entdeckt, so gelten die Bestimmungen über die Revision.

## Rechtslage in Liechtenstein
Nach der Rechtslage in Liechtenstein können die Richter des Verwaltungsgerichtshofes Liechtenstein nicht gleichzeitig Richter der Vorinstanz sein (Art 1 Abs. 3 und Art 6 LVG).
Ein Mitglied des Verwaltungsgerichtshofs ist gemäß Art 6 LVG von der Ausübung einer Amtshandlung in einer Verwaltungssache bei sonstiger Nichtigkeit (Art 106 LV) ausgeschlossen:
- in Sachen, in welchen sie selbst Partei sind oder in Ansehung deren sie zu einer der Parteien in dem Verhältnisse eines Mitberechtigten, Mitverpflichteten oder Rückgriffspflichtigen stehen;
- in Sachen ihrer Verlobten, ihrer Ehefrauen oder solcher Personen, welche mit ihnen in gerader Linie verwandt oder verschwägert sind oder mit welchen sie in der Seitenlinie bis zum vierten Grade verwandt oder im zweiten Grade verschwägert sind;  * in Sachen ihrer Wahl- und Pflegeeltern, ihrer Wahl- oder Pflegekinder, ihrer Mündel oder Pflegebefohlenen;
- in Sachen, in denen sie als Bevollmächtigte, Verwalter oder Geschäftsführer einer Partei oder in ähnlicher Art bestellt waren oder noch sind;
- in Sachen, in welchen sie bei einer untergeordneten Gemeinde- oder Landesverwaltungsbehörde an der Erlassung der angefochtenen Verfügung oder Entscheidung teilgenommen haben oder als Zeuge oder Sachverständiger tätig gewesen sind. Es bestehen gemäß Art 7 ff LVG weitere Unvereinbarkeitsregelungen.

Die Wahl in den Vorstand der Liechtensteinischen Rechtsanwaltskammer ist unvereinbar mit der Zugehörigkeit zum Verwaltungsgerichtshof (§ 14 Geschäftsordnung der Liechtensteinischen Rechtsanwaltskammer vom 21. April 1993, LGBl. 72/1993).

## Rechtslage in anderen Rechtsordnungen
Nach Art. 10 der Allgemeinen Erklärung der Menschenrechte hat jeder bei der Feststellung seiner Rechte und Pflichten sowie bei einer gegen ihn erhobenen strafrechtlichen Beschuldigung in voller Gleichheit Anspruch auf ein gerechtes und öffentliches Verfahren vor einem unabhängigen und unparteiischen Gericht.
Um Einseitigkeit auf Grund von Vorabinformationen zu vermeiden, ist es im anglo-amerikanischen Recht üblich, für ein Gerichtsverfahren eine Jury zu wählen, die noch keine Vorabinformationen zum betreffenden Fall beispielsweise durch Medienberichte erlangt haben soll.